# 8531 Mineosaito
A 8531 Mineosaito (ideiglenes jelöléssel 1992 WX2) a Naprendszer kisbolygóövében található aszteroida. Endate Kin és Vatanabe Kazuró fedezte fel 1992. november 16-án.